# Премия «Золотой орёл» за лучший монтаж фильма
Премия «Золотой орёл» за лучший монтаж фильма вручается ежегодно Национальной Академией кинематографических искусств и наук России, начиная с первой церемонии в 2003 году, однако премия не вручалась в 2005 году.

## Список лауреатов и номинантов
★ Победители выделены отдельным цветом. 

### 2000-е
| Год  | Церемония | Фотография лауреата                                   | Монтажёр                       | Фильм             |
| ---- | --------- | ----------------------------------------------------- | ------------------------------ | ----------------- |
| 2003 | 1-я       |                                                       | ★ Александр Чупаков            | «В движении»      |
| 2003 | 1-я       | • Ольга Амосова                                       | «Сказ про Федота-стрельца»     |                   |
| 2003 | 1-я       | • Вера Круглова                                       | «Любовник»                     |                   |
| 2004 | 2-я       |                                                       | ★ Лидия Милиоти                | «Магнитные бури»  |
| 2004 | 2-я       | • Елена Андреева                                      | «Прогулка»                     |                   |
| 2004 | 2-я       | • Владимир Могилевский                                | «Возвращение»                  |                   |
| 2006 | 4-я       |                                                       | ★ Энцо Меникони                | «Турецкий гамбит» |
| 2006 | 4-я       | • Игорь Литонинский                                   | «9 рота»                       |                   |
| 2006 | 4-я       | • Иван Лебедев                                        | «Garpastum»                    |                   |
| 2007 | 5-я       |                                                       | ★ Дмитрий Киселёв              | «Дневной дозор»   |
| 2007 | 5-я       | • Светлана Иванова, Александр Чупаков, Ольга Гриншпун | «Питер FM»                     |                   |
| 2007 | 5-я       | • Иван Лебедев                                        | «Свободное плавание»           |                   |
| 2008 | 6-я       |                                                       | ★ Андрей Зайцев, Энцо Меникони | «12»              |
| 2008 | 6-я       | • Иван Лебедев                                        | «Простые вещи»                 |                   |
| 2008 | 6-я       | • Ольга Прошкина, Антон Мегердичев                    | «Бой с тенью 2: Реванш»        |                   |
| 2009 | 7-я       |                                                       | ★ Мария Сергеенкова            | «Мы из будущего»  |
| 2009 | 7-я       | • Глеб Никульский, Елена Андреева                     | «Пленный»                      |                   |
| 2009 | 7-я       | • Сергей Иванов                                       | «Бумажный солдат»              |                   |

### 2010-е
| Год  | Церемония | Фотография лауреата                 | Монтажёр                                            | Фильм                |
| ---- | --------- | ----------------------------------- | --------------------------------------------------- | -------------------- |
| 2010 | 8-я       |                                     | ★ Игорь Литонинский                                 | «Обитаемый остров»   |
| 2010 | 8-я       | • Татьяна Кузьмичева                | «Морфий»                                            |                      |
| 2010 | 8-я       | • Альбина Антипенко                 | «Царь»                                              |                      |
| 2011 | 9-я       |                                     | ★ Мария Сергеенкова                                 | «Брестская крепость» |
| 2011 | 9-я       | • Иван Лебедев                      | «Как я провёл этим летом»                           |                      |
| 2011 | 9-я       | • Елена Андреева, Глеб Никульский   | «Край»                                              |                      |
| 2012 | 10-я      |                                     | ★ Александр Амиров                                  | «Дом»                |
| 2012 | 10-я      | • Анна Масс                         | «Елена»                                             |                      |
| 2012 | 10-я      | • Алла Мякотина                     | «Мастер и Маргарита»                                |                      |
| 2013 | 11-я      |                                     | ★ Ирина Кожемякина                                  | «Белый тигр»         |
| 2013 | 11-я      | • Николай Булыгин                   | «Духless»                                           |                      |
| 2013 | 11-я      | • Наталья Кучеренко                 | «Орда»                                              |                      |
| 2014 | 12-я      |                                     | ★ Максим Смирнов и Пётр Зеленов                     | «Легенда № 17»       |
| 2014 | 12-я      | • Александр Верхоляк                | «Горько!»                                           |                      |
| 2014 | 12-я      | • Игорь Литонинский                 | «Сталинград»                                        |                      |
| 2015 | 13-я      |                                     | ★ Анна Масс                                         | «Левиафан»           |
| 2015 | 13-я      | • Пётр Заленов                      | «Вий»                                               |                      |
| 2015 | 13-я      | • Вера Круглова                     | «Weekend»                                           |                      |
| 2016 | 14-я      |                                     | ★ Мария Сергеенкова, Алексей Маклаков               | «Батальонъ»          |
| 2016 | 14-я      | • Александр Андрющенко              | «Призрак»                                           |                      |
| 2016 | 14-я      | • Дмитрий Головин                   | «Воин»                                              |                      |
| 2017 | 15-я      |                                     | ★ Константин Ларченко                               | «Экипаж»             |
| 2017 | 15-я      | • Иван Лебедев                      | «Ледокол»                                           |                      |
| 2017 | 15-я      | • Каролина Мачиевская               | «Дама Пик»                                          |                      |
| 2018 | 16-я      |                                     | ★ Серик Бейсеу, Мария Сергеенкова                   | «Салют-7»            |
| 2018 | 16-я      | • Иван Лебедев, Юлия Баталова       | «Аритмия»                                           |                      |
| 2018 | 16-я      | • Алексей Бобров                    | «Большой»                                           |                      |
| 2019 | 17-я      |                                     | ★ Пётр Зеленов, Антон Мегердичев, Вазген Каграманян | «Движение вверх»     |
| 2019 | 17-я      | • Александр Андрющенко              | «Лёд»                                               |                      |
| 2019 | 17-я      | • Николай Ряховский, Ольга Гриншпун | «Спитак»                                            |                      |

### 2020-е
| Год  | Церемония | Фотография лауреата                                    | Сценарист                                                      | Фильм               |
| ---- | --------- | ------------------------------------------------------ | -------------------------------------------------------------- | ------------------- |
| 2020 | 18-я      |                                                        | ★ Тим Павелко                                                  | «Текст»             |
| 2020 | 18-я      | • Игорь Литонинский                                    | «Дылда»                                                        |                     |
| 2020 | 18-я      | • Дмитрий Корабельников                                | «Т-34»                                                         |                     |
| 2021 | 19-я      |                                                        | ★ Александр Кошелев, Дмитрий Корабельников                     | «Стрельцов»         |
| 2021 | 19-я      | • Александр Кошелев, Екатерина Пивнева                 | «На острие»                                                    |                     |
| 2021 | 19-я      | • Илья Лебедев                                         | «Союз спасения»                                                |                     |
| 2022 | 20-я      |                                                        | ★ Мария Лихачева, Дмитрий Слобцов                              | «Серебряные коньки» |
| 2022 | 20-я      | • Ольга Петрусевич                                     | «Иван Денисович»                                               |                     |
| 2022 | 20-я      | • Серик Бейсеу, Константин Ларченко                    | «Конек-горбунок»                                               |                     |
| 2023 | 21-я      |                                                        | ★ Александр Кошелев                                            | «Однажды в пустыне» |
| 2023 | 21-я      | Антон Мегердичев                                       | «Сердце Пармы»                                                 |                     |
| 2023 | 21-я      | • Дмитрий Корабельников                                | «Чемпион мира»                                                 |                     |
| 2024 | 22-я      |                                                        | ★ Иван Лебедев                                                 | «Снегирь»           |
| 2024 | 22-я      | • Сергей Бейсеу, Сергей Нестеров                       | «По щучьему велению»                                           |                     |
| 2024 | 22-я      | • Александр Пузырёв, Андрей Фиолетов, Александр Зубков | «Повелитель ветра»                                             |                     |
| 2024 | 22-я      | • Тим Павелко                                          | «Вызов»                                                        |                     |
| 2025 | 23-я      |                                                        | ★ Дарья Обухова, Мухарам Кабулова, Владимир Мосс, Семен Грицай | «Воздух»            |
| 2025 | 23-я      | • Илья Лебедев, Игорь Литонинский                      | «Любовь Советского Союза»                                      |                     |
| 2025 | 23-я      | • Александр Пузырев, Алексей Старченко                 | «Сто лет тому вперёд»                                          |                     |